# Pedde du Coin des Hasards
La pedde du Coin des Hasards est un passage couvert datant du XVe siècle reliant deux immeubles au-dessus d'une ruelle situé à Thiers dans le département du Puy-de-Dôme.
D'abord conçue comme étant une des portes d'entrée de la seconde enceinte défensive médiévale des remparts de la ville, elle devient au fil des siècles une maison d'habitation intégrée dans un ensemble urbain bâti en pan de bois protégé par d'autres enceintes fortifiée. Au moyen âge, les exonérations impôts au sol pour ce genre de structure — de la même manière que l'encorbellement — multiplient l'apparition de peddes dans le centre-ville thiernois pour en dénombrer 7 au total en 2021.
Plus grande pedde de la ville de Thiers avec un total de quatre étages portés au-dessus de la rue du Pirou, elle est par son emplacement et ses caractéristiques architecturales un attrait touristique important de la cité coutelière. 

## Historique
Le passage est construit en même temps que les maisons qui le soutiennent. Au XVe siècle. Elles sont au nombre de trois de nos jours : 
- la pedde du Coin des Hasards (XVe siècle),
- la pedde du Penail (rue du Bourg)[2],
- la pedde Saint-Genès (proche de l'église Saint-Genès de Thiers, plus récente).

Elle faisait partie de la seconde enceinte féodale de Thiers qui fut construite deux siècles auparavant (XIIIe siècle). C'était une ancienne porte, nommée porte Charrier dont la tour de Maître Raymond faisait partie[source insuffisante]. Elle est adossée côté nord sur la tour du maître Raymond (XIIIe siècle) et côté sud sur une ancienne entrée du château seigneurial de Thiers.
En 1976, la pedde apparaît trois fois dans le film L'Argent de poche de François Truffaut. La première dans le générique de début et les deux autres au milieu du film.

## Description
Elle est située à une centaine de mètres du château du Pirou et de l'église Saint-Genès de Thiers. Elle est surmontée de quatre étages, dont le plus petit en surface se trouve au niveau le plus bas et le plus grand au niveau le plus haut (4e étage). En effet, comme beaucoup de maison à colombages, les étages de la pedde sont construits en encorbellement.
- Au pied de la maison à colombage au 3, rue du Pirou se trouve une crêperie qui a pris le nom de l'édifice médiéval[4].
- À l’intérieur de la pedde se trouve une chambre d'hôtes[4].
- Les maisons qui soutiennent la pedde sont pourvues de caves et de souterrains[4].
- Des rénovations extérieures ont été entreprises depuis 2016[5].

La largeur de l'édifice ne dépasse pas 5 mètres au dernier étage, et 4 mètres au premier. La longueur est d'environ 5 mètres mais la traversée de la rue du Pirou ne fait que 2,5 mètres.